# Becherovka

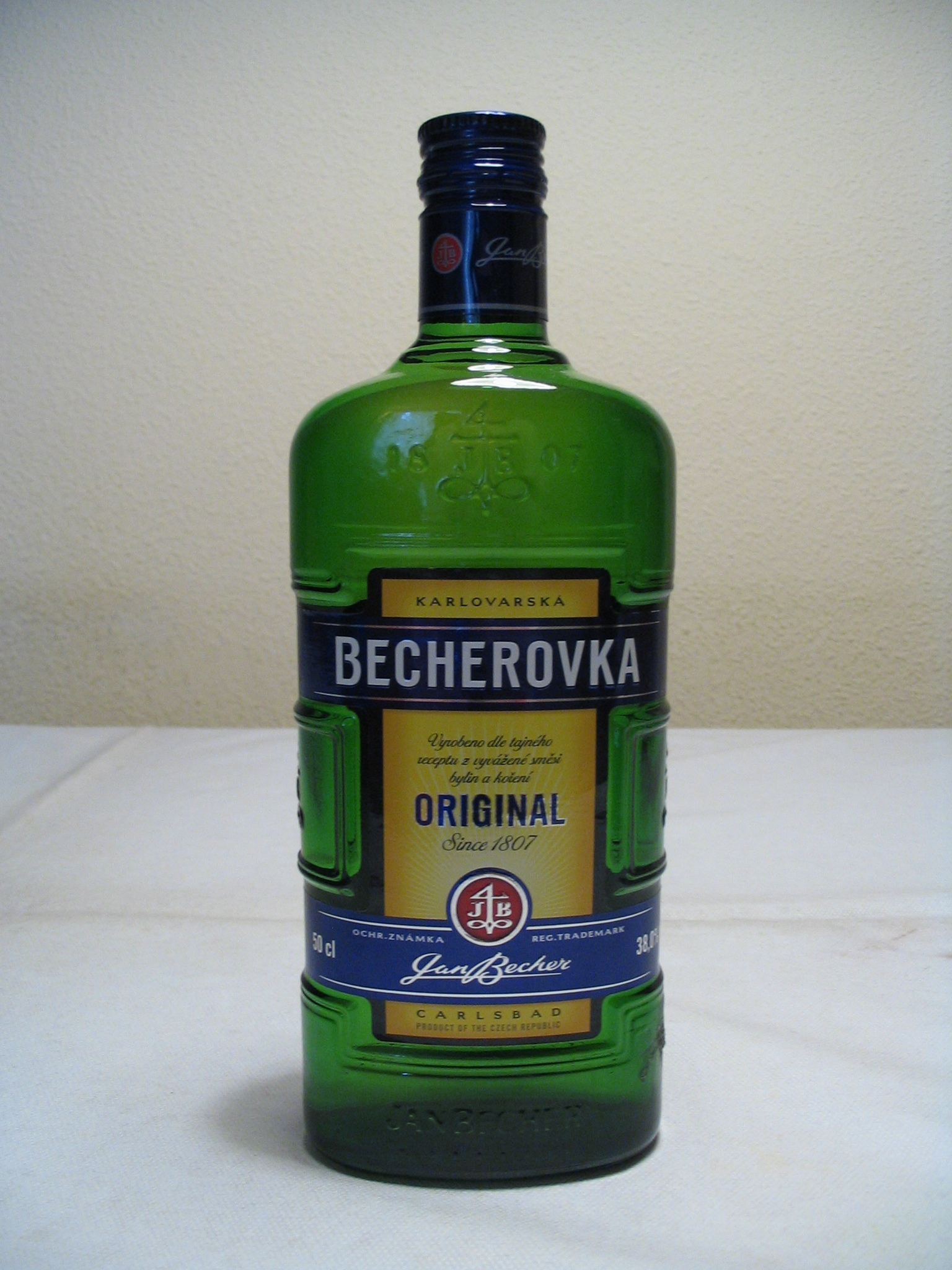
Garrafa de becherovka.

Becherovka pronúnciaⓘ (anteriormente Karlsbader Becherbitter) é um bitter de ervas produzido em Karlovy Vary, na República Tcheca, pela empresa Jan Becher. A marca é de propriedade da Pernod Ricard.
A becherovka obtém seu sabor a partir da semente de anis, canela, e aproximadamente 32 outras ervas. Seu teor alcoólico é de 38%. Costuma ser servida fria, como um digestivo. Também pode ser servida com água tônica, fazendo um coquetel conhecido como beton (BEcherovka+TONic), "concreto", em tcheco.
Costumava ser usada em diversos países do Leste Europeu como um remédio caseiro para a artrite.